# Tessar

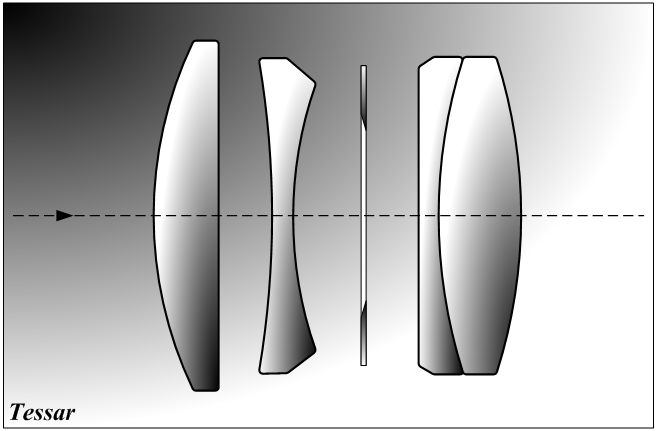
Schnittbild des Tessar-Objektivs

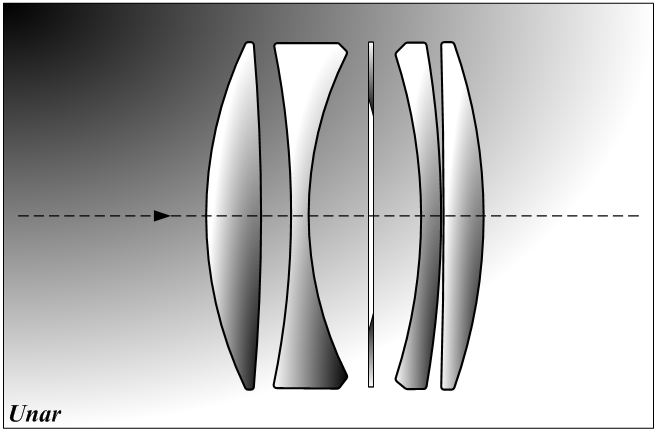
Schnittbild des Unar-Objektivs, des unmittelbaren Vorläufers des Tessars

Das Tessar ist eine der bekanntesten Ausführungsarten fotografischer Objektive und eine Markenbezeichnung. Es wurde von Paul Rudolph berechnet und am 25. April 1902 für die Firma Carl Zeiss Jena patentiert. Mehr als 100 Millionen Objektive dieses Typs (Original und Nachahmer) wurden seitdem gebaut.

## Aufbau
Das Tessar ist eine weiter entwickelte Variante des Typs Anastigmat, hervorgegangen aus der Kombination der beiden ebenfalls von Paul Rudolph berechneten Vorgänger Protar und Unar. Das Tessar zeichnet sich durch eine für die Entstehungszeit unerreichte optische Abbildungsqualität aus; bei nur geringen sphärischen Zonenfehlern, bester Mittenschärfe und guter Farbkorrektion ist es praktisch frei von Astigmatismus und Bildfeldwölbung, wobei die tatsächliche optische Leistung von Produktionszeit bzw. Berechnung abhängig ist. Die geringe Verzeichnung der Abbildung genügt noch Reproduktionsansprüchen.
Das Tessar – ein Akronym aus dem griechischen Wort tessares (τέσσαρες = vier) – ist ein viergliedriges, asymmetrisch aufgebautes Objektiv, dessen vier Linsen durch die Blende in zwei Gruppen geteilt werden. Die beiden Linsen der vorderen Gruppe sind mit Luftabstand zueinander montiert und bilden damit ein Nachbarflächenpaar mit insgesamt streuendem bzw. negativem Brechwert, wohingegen die beiden Linsen der hinteren Gruppe zu einem sammelnden Doppelglied verkittet sind. Hierdurch wird gegenüber dem einfachen Triplet eine erhebliche Leistungssteigerung erreicht. Es ist damit einfacher aufgebaut als das bereits 1900 vorgestellte, vom Cooke-Triplet abgeleitete Heliar von Voigtländer. Beim Heliar bestehen Front- und Rückelement aus jeweils zwei verkitteten Linsen.

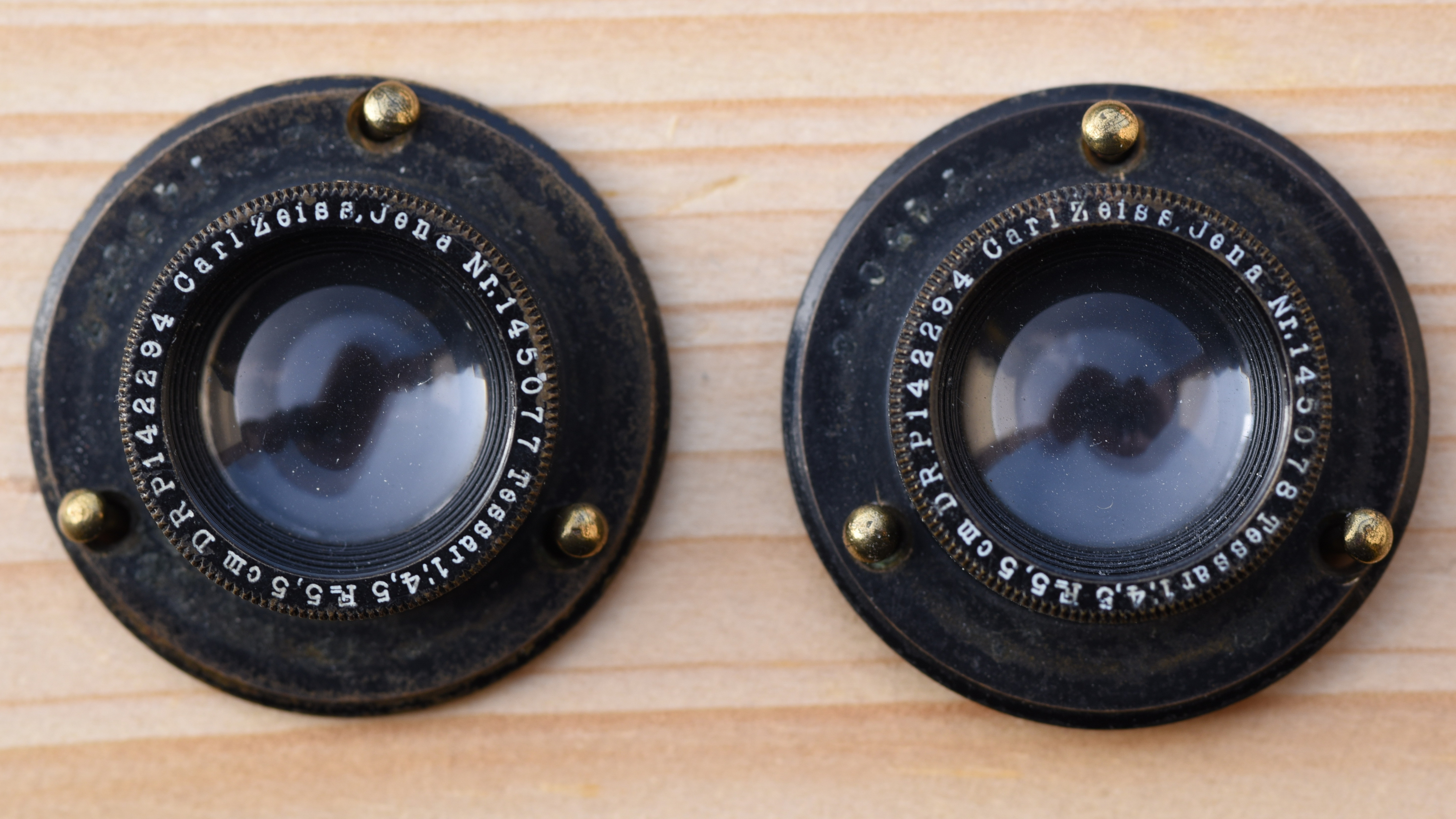
2 historische Objektive Carl Zeiss, Jena, Nr. 145077 und Nr. 145078, Tessar 1:4,5 F=5,5cm DRP 142294 (Baujahr vor 1910)

Das Tessar hatte zunächst nur eine Lichtstärke von 1:6,3. Neuberechnungen verbesserten das Öffnungsverhältnis auf 1:4,5 bzw. 1:3,5 (Ernst Wandersleb, 1907) und machten es in der ganzen Welt als „Adlerauge der Kamera“ bekannt. Die ab 1924 mit einer Lichtstärke von 1:2,7 und Brennweiten von 1,5 bis 16,5 cm hergestellten Tessare entsprachen nicht ganz den Erwartungen, die Stückzahlen blieben gering. Eine Neuberechnung war das Kleinbild-Tessar 2,8/5 cm von Willy Merté aus dem Jahr 1931. Ebenfalls durch Neuberechnungen wurde die Lichtstärke 2,8 auch für das Mittelformat-Tessar erreicht 1932 (Brennweite 7,5 cm z. B. für Exakta 4×6,5) bzw. 1933 (8 cm z. B. für Super-Ikonta 6×6). Bei Carl Zeiss Jena (ab 1948 VEB) erfolgte die letzte Neuberechnung des Kleinbild-Tessar 2,8/5 cm (seit Anfang der 50er Jahre in mm angegeben) durch Harry Zöllner 1947 und diese optische Konstruktion wurde dort bis zum Produktionsende im Frühjahr 1988 beibehalten. Carl Zeiss (Oberkochen), seit 1953 in Westdeutschland als Rechtsnachfolger geltend, brachte (ebenfalls) Tessar-Neurechnungen, u. a. 1955, 1959 und 1967 für das Tessar 2,8/50.

Stilisiertes hinteres Tessar-Glied im Carl-Zeiss-Firmenlogo

Das erste geschützte Firmenlogo von Carl Zeiss Jena leitete sich aus dem Linsenschema des hinteren Gliedes des Tessar ab. Das bezeugt die große Bedeutung dieses Objektives für die Firma Zeiss.

## Hersteller
Alle bedeutenden Objektivhersteller brachten Objektive des Tessar-Typs auf den Markt, nachdem im Jahr 1922 die Schutzrechte abgelaufen waren:
- Elmar (Leitz)
- Primotar (auch als „Ihagee Anast. Exaktar“) (Meyer-Optik)
- Minotar, Minoxar, Minar (Minox 35)
- Complan (Minox, Kleinstbildkamera)
- Skopar (Voigtländer)
- Solinar bzw. Solitar (Agfa)
- Xenar (Schneider Kreuznach)
- Ektar (Kodak)
- Macro Takumar (Pentax)

## Galerie

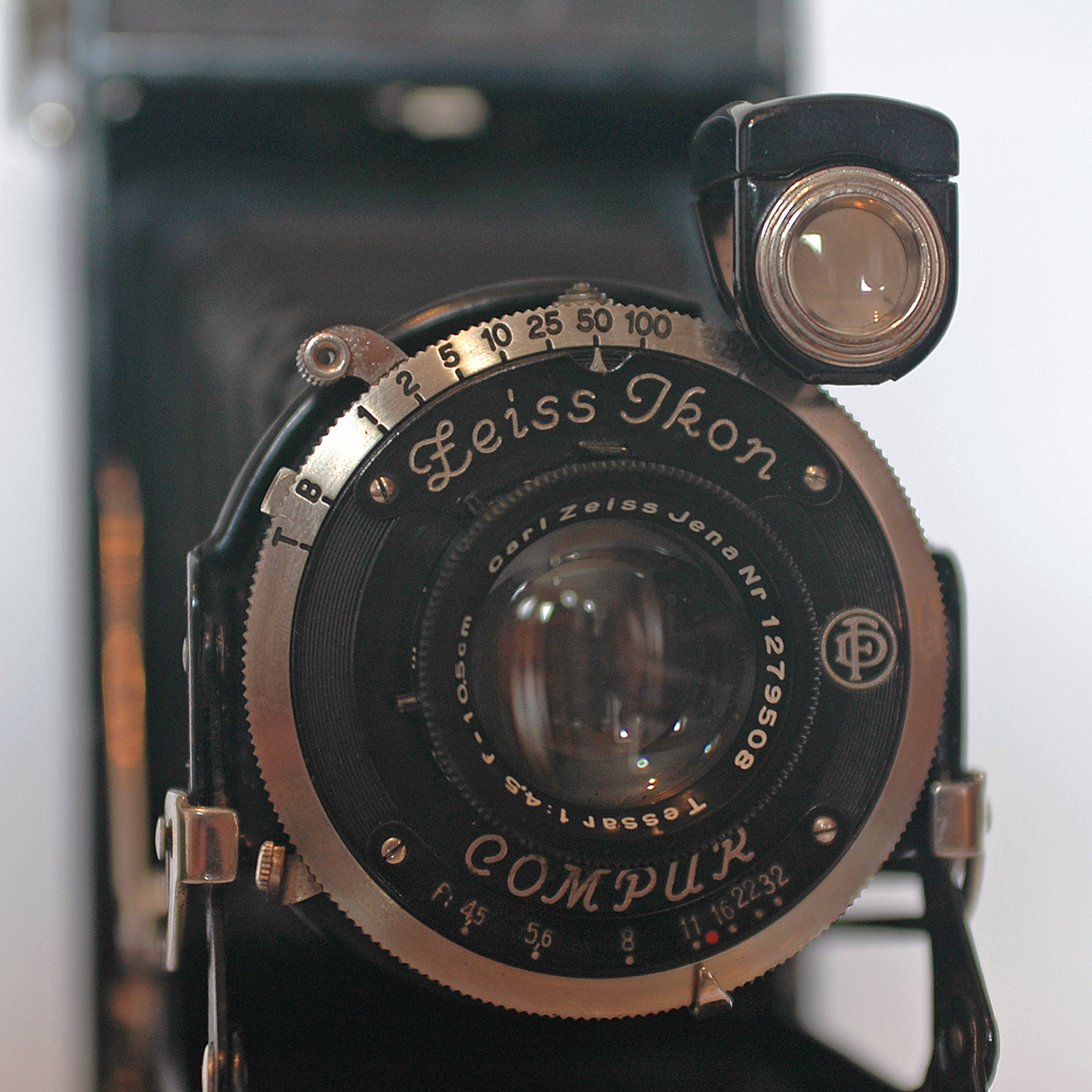
Tessar an einer Zeiss Ikon Ikonta mit Compur-Verschluss
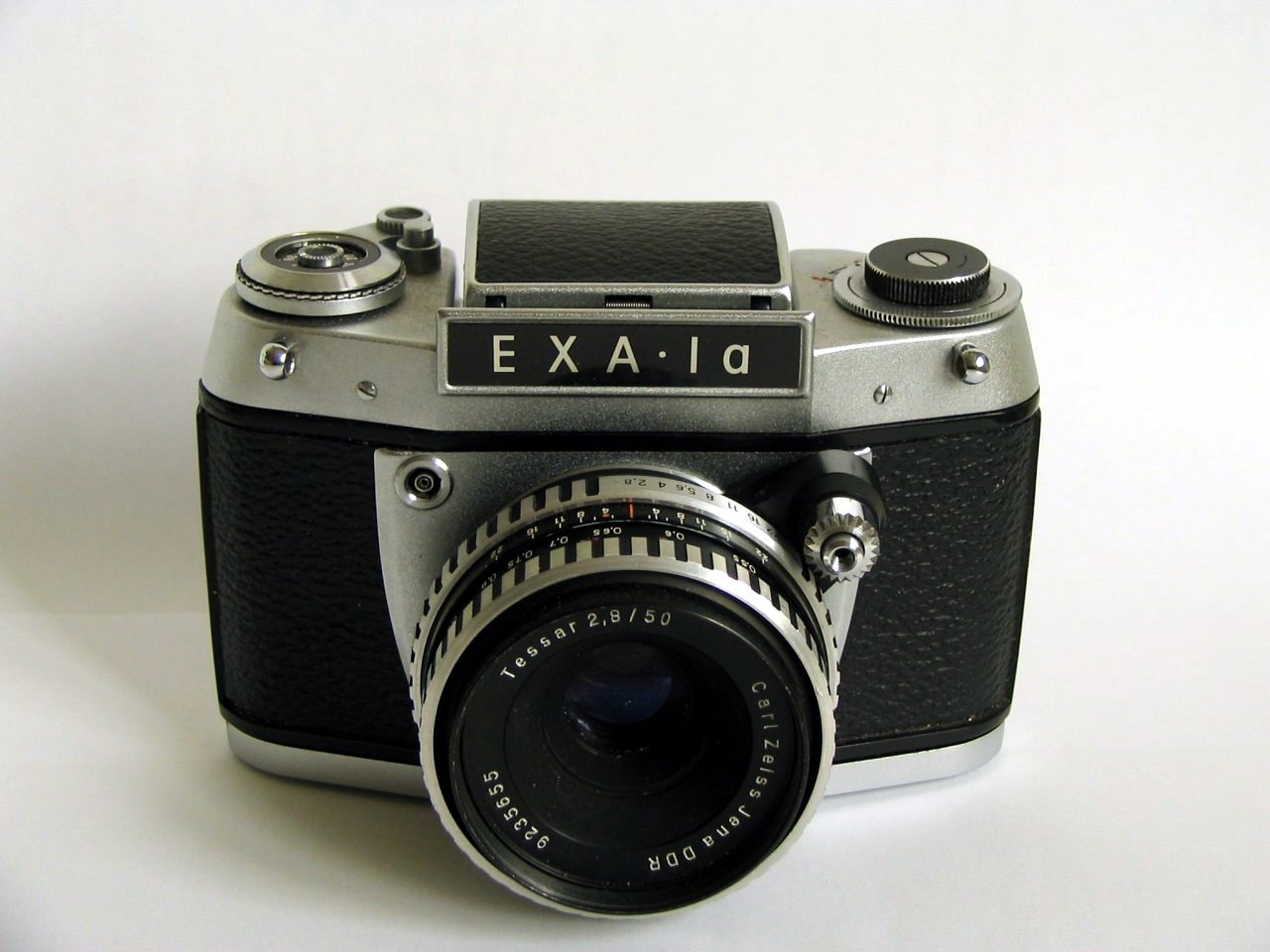
Pentacon Exa 1a mit Tessar 2,8/50
Tessar 2,8/50 für Kleinbild-Spiegelreflexkameras, Carl Zeiss, Jena, ca. 1976
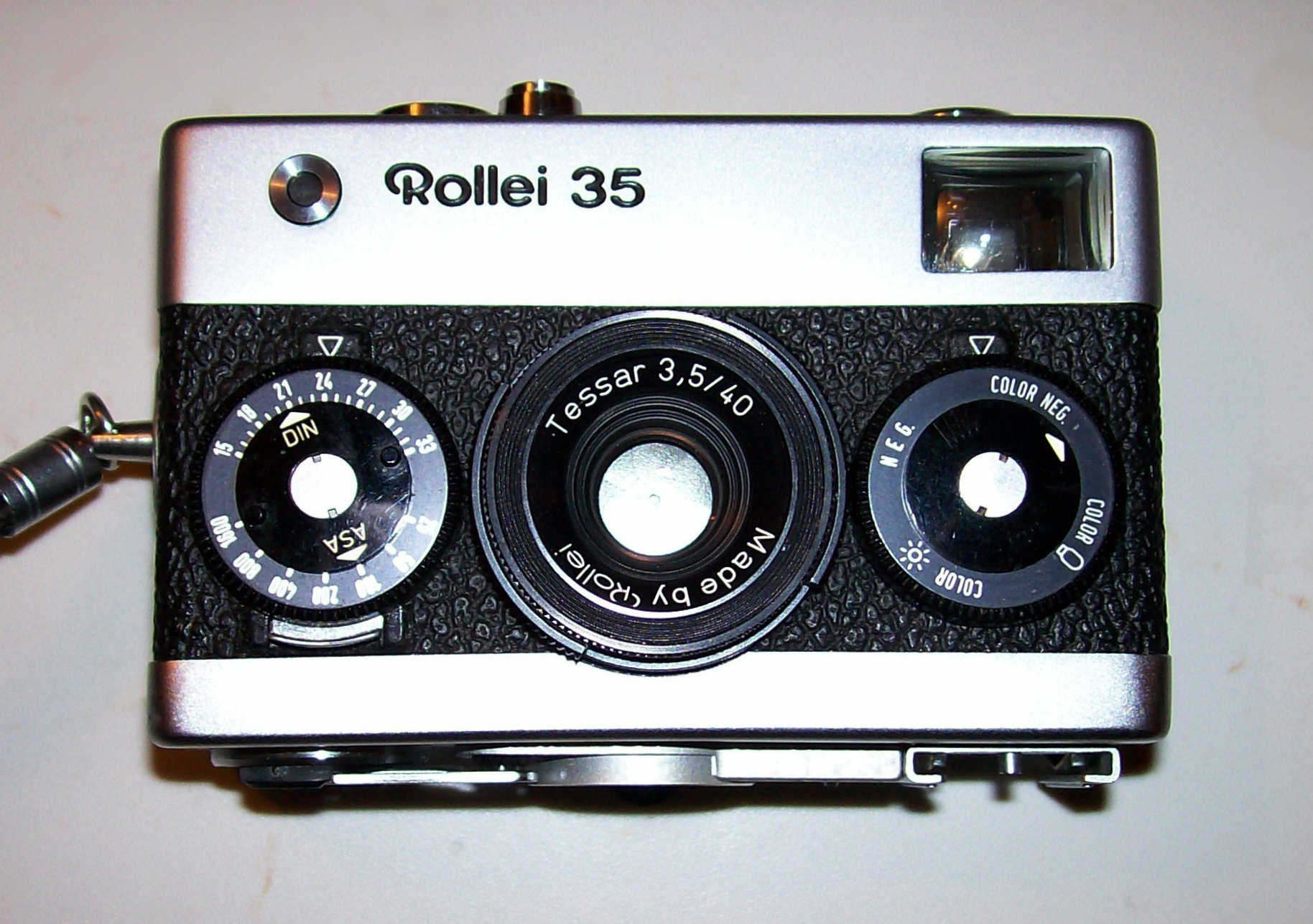
Rollei 35 mit Objektiv Tessar 3.5/40
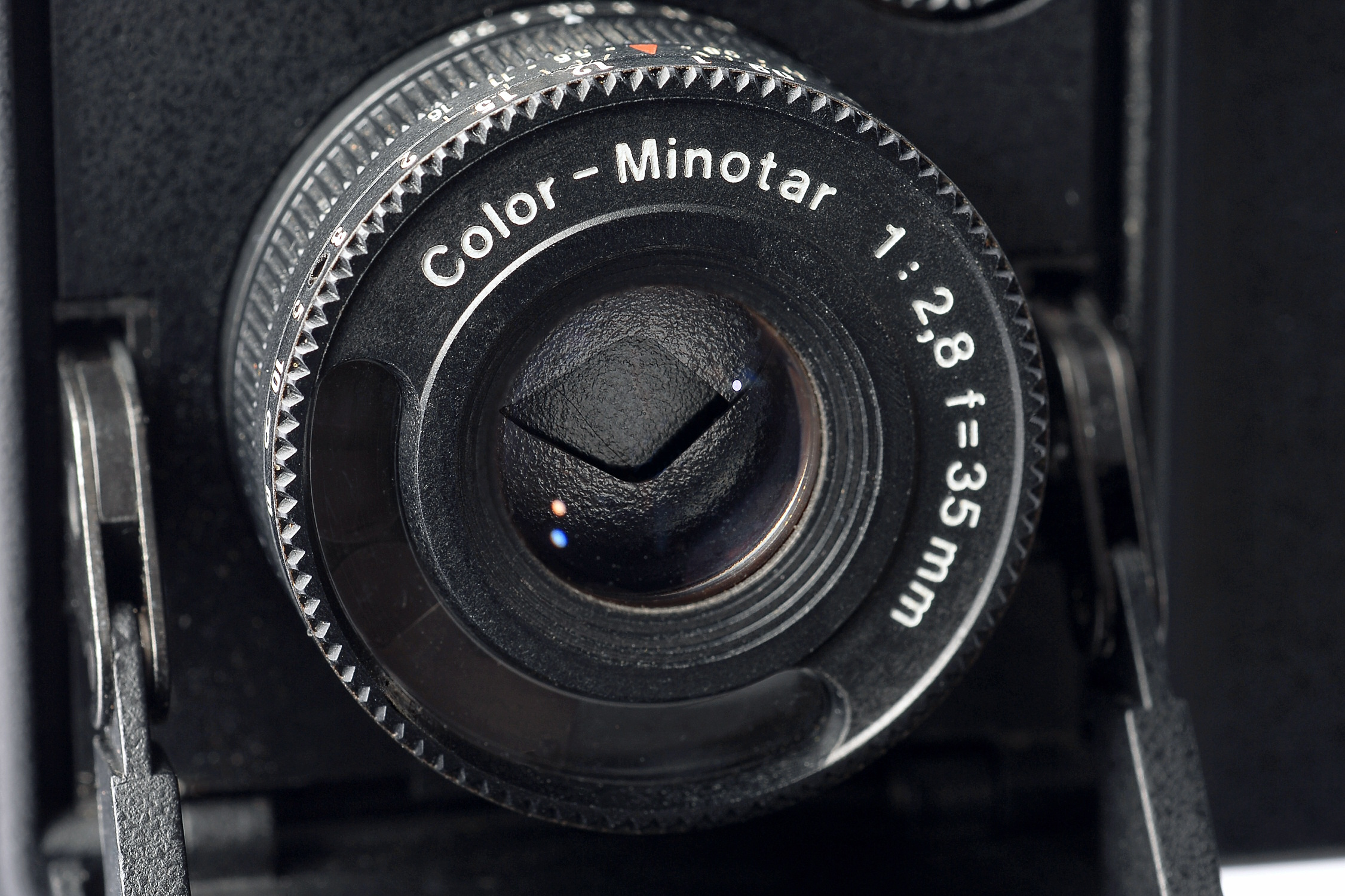
Minotar-Objektiv einer Minox 35 GL. Zu sehen sind die beiden Elemente der Blende, direkt dahinter der Zentralverschluss
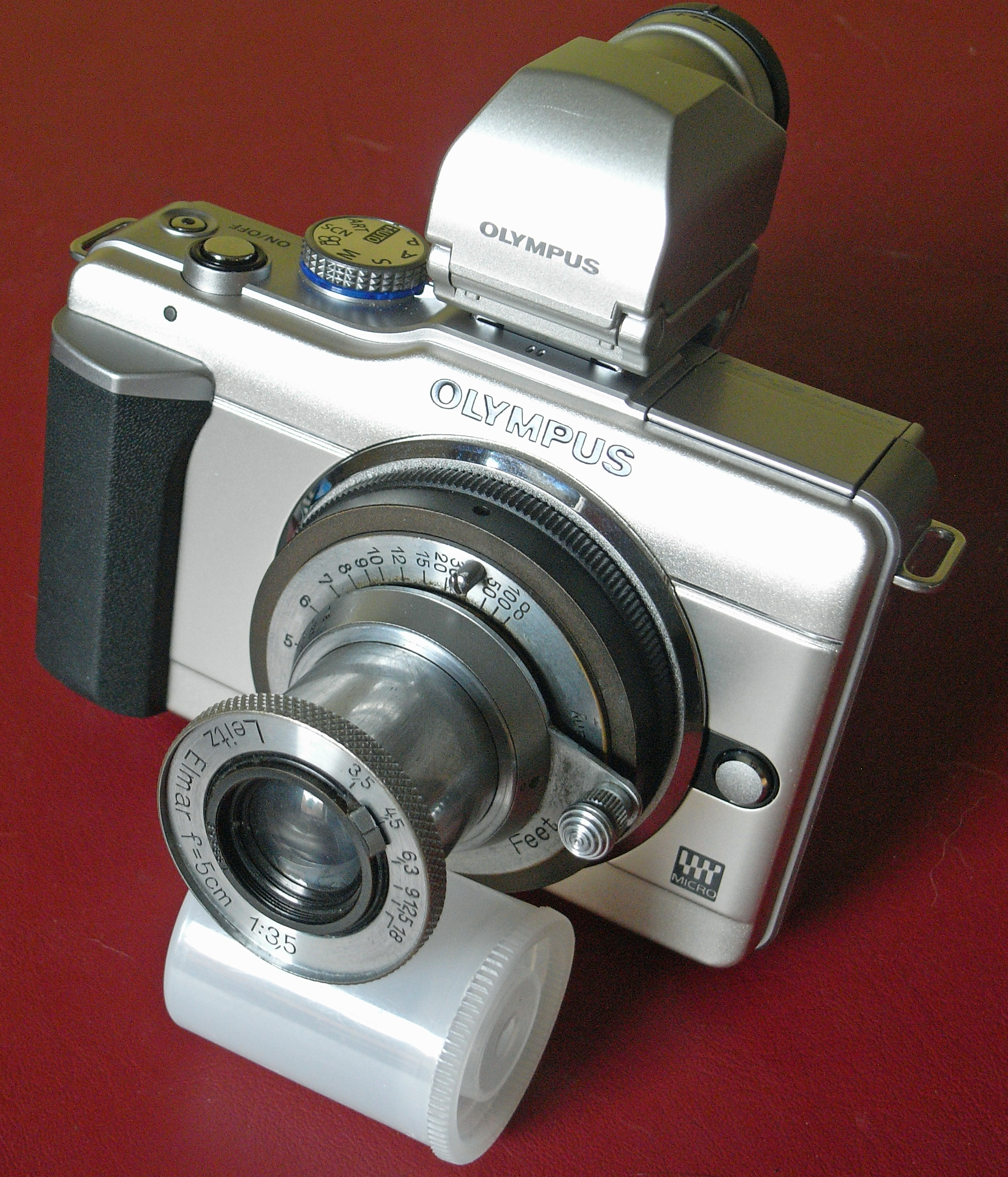
Unvergüteter Elmar f=5cm 1:3,5-Tessar-Typ für die Schraubleica, ca. 1935 (neuzeitliche Verwendung an einer Digitalkamera)
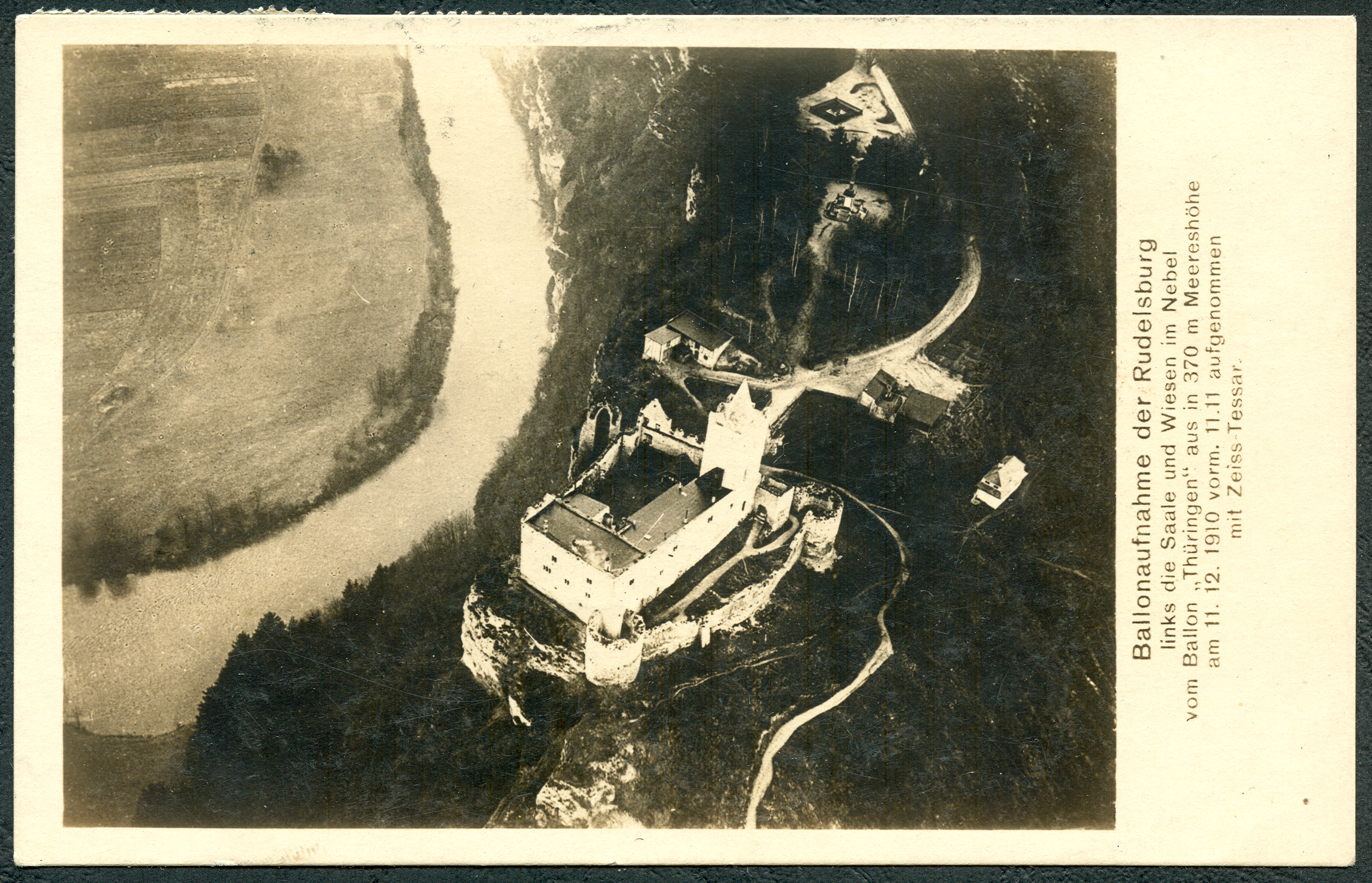
„Luftbildkarte“ (Ansichtskarte) der Rudelsburg von 1910, mit ausdrücklicher Nennung des „Zeiss-Tessar“-Objektivs
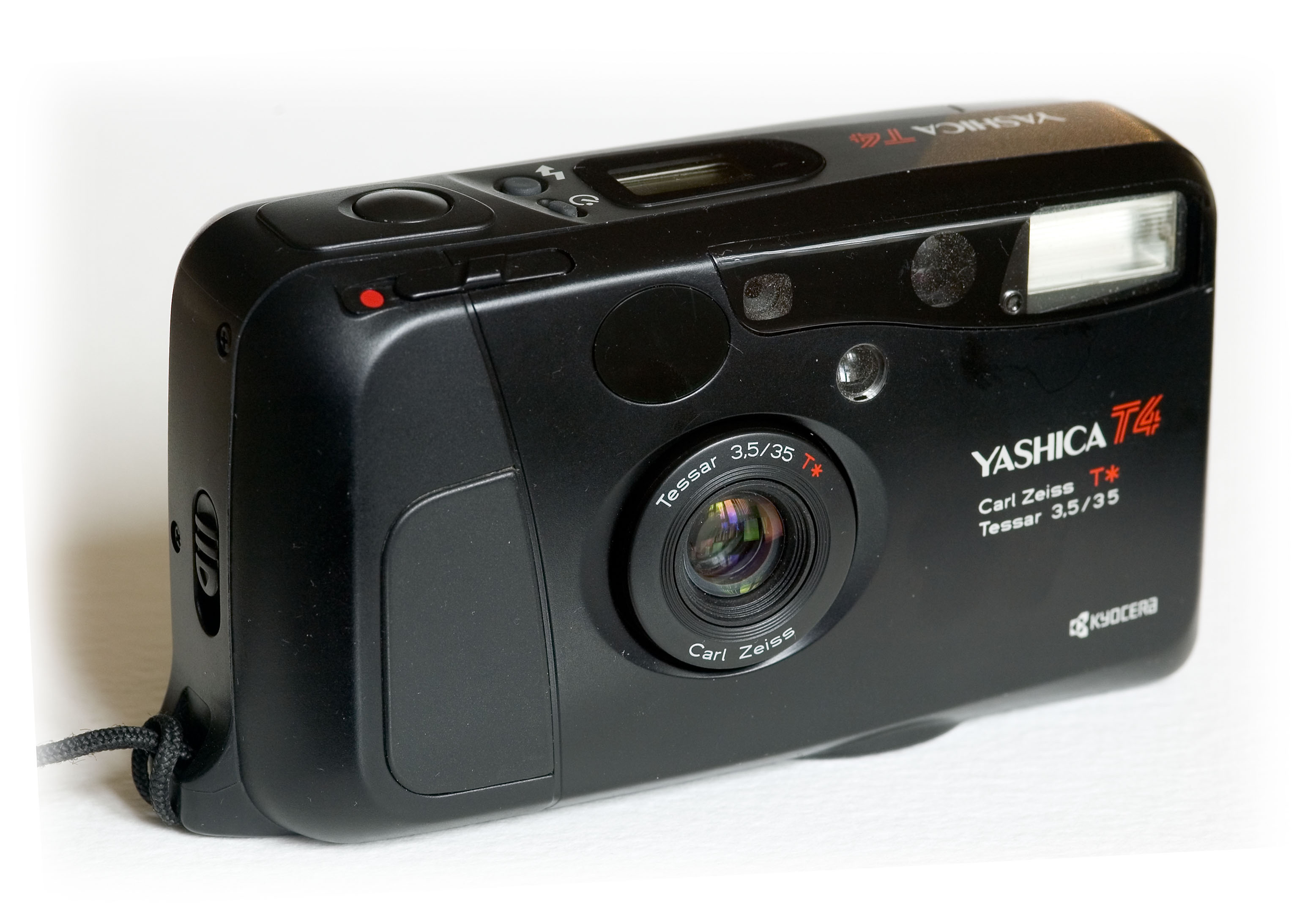
Kompaktkamera T4 von Yashica mit Tessar 3,5/35
Werra Kamera Modell I in Grün mit Carl Zeiss Jena  Tessar Objektiv 2,8 / 50 mm